# Далеци
Далеци (енгл. Daleks) су измишљена ванземаљска врста изузетно ксенофобичних мутаната, углавном приказаних у британском научнофантастичном телевизијском програму Доктор Ху. Осмислио их је писац Тери Нејшни и први пут су се појавили у епизоди „Мртва планета” у кућиштима које је дизајнирао Рејмонд Кјузик.
Црпећи подстрек од нациста, Нејшн је приказао Далеке као насилне, немилосрдне киборге ванземаљце, у потпуном одсуству икаквих осећања осим мржње, који захтевају потпуну усклађеност са вољом Далека са највишим ауторитетом и склони су освајање универзума и истребљењу било ког другог облика живота, укључујући и друге „нечисте” Далеке који се сматрају нејаким јер су различити од њих. Заједно, они су највећи непријатељи главног јунака серије, Временских господара познатог као „Доктор”. Током друге године изворног програма серије (1963–1989), Далеци су развили сопствени облик путовања кроз време. На почетку друге ТВ серије која је дебитовала 2005. године, установљено је да су Далеци учествовали у Временском рату против Господара времена који је утицао на већи део универзума и изменио делове историје.
У наративу програма, планета Скаро је претрпела хиљадугодишњи рат између два друштва: Каледа и Тала. Током овог временског раздобља, многи староседеоци Скара су тешко мутирали услед последица нуклеарног оружја и хемијског рата. Влада Каледа је веровала у генетску чистоћу и заклела се да ће „истребити Тале” због нејакости. Верујући да његово сопствено друштво постаје слабо и да је његова дужност да створи нову господарски род из пепела свог народа, научник Каледа Даврос је генетски изменио неколико Каледе у облике живота налик лигњама које је назвао Далеци, уклањајући „слабости” као што су као милост и саосећање уз повећање агресије и нагона преживљавања. Затим их је интегрисао са роботским шкољкама налик тенковима опремљеним напредном технологијом заснованом на истом систему за одржавање живота који је и сам користио откако је спаљен и заслепљен нуклеарним нападом. Његове творевине су постале намера да доминирају универзумом поробљавањем или чишћењем свих „нејаких” не-Далек живота.
Далеци су најпопуларнији и најпознатији негативци серије и њихов повратак на телевизију током деценија често је заокупљао пажњу медија. Њихов борбени поклич, стакато „Истребити!”, ушао је у уобичајену употребу као популарна фраза.

## Стварање
Далеке је створио Тери Нејшн, а дизајнирао их је дизајнер BBC-ја, Рејмонд Кјузик. Уведени су у децембру 1963. у другом серијалу 1. сезоне Доктора Хуа, колоквијално познатом као Далеци. Они су одмах постали велики хит код гледалаца, појављујући се у многим наредним серијалима, а 1960-их и у два филма. Постали су синоними за Доктора Хуа као и сам Доктор, а њихово понашање и фразе сада су део британске популарне културе. „Скривање иза софе кад год се Далеци појаве” се наводи као елемент британског културног идентитета, а једно истраживање из 2008. показало је да је девет од десет британске деце било у стању да тачно препозна Далека. Године 1999. Далек, кога је осликао лорд Сноудон, појавио се на поштанској марки која слави британску популарну културу. Године 2010, читаоци научнофантастичног часописа SFX изгласали су Далека за највеће чудовиште свих времена, победивши конкуренцију укључујући јапанско филмско чудовиште Годзилу и Голума Џ. Р. Р. Толкина из Господара прстенова.

## Физичке особине
Споља, Далеци подсећају на сланик у људској величини са једним механичким држачем за очи постављеним на ротирајућој куполи, носачем који садржи енергетско оружје („штап“ или „зраке смрти“) које подсећа на мутилицу за јаја и телескопска рука манипулатора обично са врхом наставка који подсећа на гуму за судоперу. Познато је да Далеци користе своје клипове за повезивање са технологијом, смрскају човекову лобању усисом, мере интелигенцију субјекта и извлаче податке из човековог ума. Далекова кућишта су направљена од везаног поликарбидног материјала названог „Далеканијум“ од стране припадника људског отпора у далечкој најезди на Земљу и далечком стрипу, као и од Култа Скара у „Далецима на Менхетну“.
Доња половина далечке шкољке прекривена је хемисферичним избочинама или 'Далек-избочинама' које су приказане у епизоди "Далек" као кружнице уграђене у кућиште. И Књига о Далецима (1964) са дозволом ББЦ-а и Технички приручник за Доктора Хуа (1983) описују ове предмете као део сензорног низа, док су у епизоди серије из 2005. „Далек“ саставни део Далеков механизам силе поља који испарава већину метака и одолева већини врста енергетског оружја. Чини се да је поље силе концентрисано око Далековог средњег дела (где се налази мутант), пошто обично неефикасна ватрена моћ може бити усредоточена на очну стабљику да би заслепила Далека. У епизоди „Резолуција“ из 2019. неравнине уступају место и откривају лансере пројектила који могу са лакоћом да униште војни тенк. Далеци имају веома ограничено видно поље, уопште немају периферни вид и местимично их је лако сакрити на прилично изложеним местима. Њихово сопствено енергетско оружје је способно да их уништи. Њихово оружје испаљује сноп који има електричне склоности, способан је да се шири кроз воду и може бити облик плазме или електроласера. Окулар је Далекова најрањивија тачка. Нарушавање његовог вида често доводи до слепог, паничног испаљивања из оружја уз узвикивање „Мој вид је оштећен, не видим!” Расел Т. Дејвис је подметнуо фразу у својој епизоди из 2008. „Украдена земља“ у којој Далек испарава куглу за боју која јој је блокирала вид док проглашава: „Мој вид није оштећен!“
Створење унутар механичког кућишта је мекано и одбојно по изгледу и злобног темперамента. Први икад поглед на Далек мутанта у Далецима била је канџа која је вирила испод Таловог огртача након што је извађен из кућишта. Стварни изглед мутаната је варирао, али се често придржава Докторовог описа врсте у Сећању на Далеке као „мале зелене мрље у оклопу од везаног поликарбида“. У „Васкрснућу Далека“ створење Далека, одвојено од кућишта, напада и тешко повређује људског војника. У „Сећању на Далеке“ постоје две фракције Далека (Империјални и Ренегади), а створења унутра имају другачији изглед у сваком случају, једно подсећа на аморфно створење из „Васкрснућа“, а друго на створење налик на рак из изворног серијала о Далецима. Како се створење изнутра ретко виђа на екрану, постоји уобичајена заблуда да су Далеци потпуно механички роботи. У новој серији Далеци су реконструисани да изгледају као лигње са малим пипцима, једним или два ока и откривеним мозгом. У новој серији приказано је створење Далека одвојено од свог кућишта способно да убаци пипак у задњи део људског врата и да их контролише.
Гласови Далека су електронски. Када из свог кућишта мутант може само да шкрипи. Када се мутант уклони, хуманоиди могу да уђу у само кућиште и њиме управљају. На пример, у серијалу Далеци Ијан Честертон (Вилијам Расел) улази у шкољку Далека да би се маскирао као стражар као део плана за бекство.
Дуги низ година се претпостављало да, због своје израде и клизног кретања, Далеци нису могли да се пењу уз степенице и да је то представљало једноставан начин да им побегну. Цртач из Ударца приказује скупину Далека у подножју степеница са натписом: „Па, ово свакако смета нашем плану да освојимо Универзум“. У сцени из серијала Судбина Далека, Доктор и сапутници беже од прогонитеља Далека пењући се у канал на таваници. Четврти Доктор дозива: "Кад сте већ надмоћни род универзума, попните се, онда, за нама?" Далеци углавном надокнађују недостатак покретљивости огромном ватреном моћи. Шала међу обожаваоцима Доктора је да се „Прави Далеци се не пењу степеницама него сравњују зграду са земљом. Покретност Далека се побољшала током историје серије: у свом првом појављивању у серијалу Далеци били су способни да се крећу само по проводљивим металним подовима свог града. У Најезди Далека на Земљу Далек излази из вода реке Темзе, што указује не само да су постали слободно покретни, већ и да су амфибијски. Планета Далека је показала да могу да се попну по вертикалној осовини помоћу спољашње антигравитационе простирке постављене на под. Откровење Далека је показало Давроса у његовој столици за одржавање живота, а један од његових Далека лебди, а Сећање на Далеке их је приказао као способне да лебде уз степенице. Упркос томе, новинари који покривају серију често помињу наводну неспособност Далека да се пењу уз степенице. Ликови који беже уз степенице у епизоди „Далек” из 2005. године направили су исту шалу и били су запрепашћени када су Далеци почели да лебде уз степенице пошто су изговорили фразу „Дижи” на сличан начин као и своју уобичајену фразу „Истребити”. Нова серија приказује Далеке као потпуно способне за лет, чак и лет у свемир.

## Појединости о реквизити

### Преглед
Нехуманоидни облик Далека учинио је много да побољша осећај претње створења. Недостатак познатих референтних тачака разликовао их је од уобичајеног „чудовишта са очима“ из научне фантастике које је творац Доктора Хуа Сидни Њумен желео да избегне. Узнемирујући облик Далека, заједно са њиховим ванземаљским гласовима, натерао је многе да верују да су реквизити у потпуности механички и да се управљају даљинским управљачем.
Далеке су заправо изнутра контролисали ниски оператери који су морали да обмањују њиховим очним стабљикама, куполама и рукама, као и да им светле на главама у синхронизацији са глумцима који су им давали гласове. Кућишта Далек су направљена у два дела. Оператер би закорачио у доњи део, а затим би горњи био осигуран. Оператери су гледали између цилиндричних жалузина непосредно испод куполе који су били обложени мрежом да би сакрили своја лица.
Поред тога што су врела и скучена, кућишта Далека су такође пригушила спољашње звуке, што отежава оператерима да чују режисера или дијалог. Џон Скот Мартин, Далек оператер из изворне серије, рекао је да је операција Далека била изазов: „Морао си да имаш око шест руку: једну да ради ока, једну да ради светла, једну за пиштољ, другу за дим канистер испод, још једну за гуму за судоперу. Ако сте били у сродству са хоботницом, онда је то помогло."
За оживљавање Доктора Хуа у 21. веку, кућишта Далека задржавају исти укупни облик и пропорције размера претходних Далека, иако су многе појединости поново израђене да Далеку дају тежи и солиднији изглед. Промене укључују већу, шиљату основу, светлећи окулар, металик-месинг завршну обраду (наведену од стране Дејвиса), дебље, приковане траке на делу „врата”, кућиште за стожер очног стабла и знатно веће куполе. Нови реквизит је дебитовао на екрану у епизоди „Далек“ из 2005. године. Ова Далек кућишта користи кратак оператер унутар кућишта док се 'главом' и очним стаблом управља преко даљинског управљача. Трећа особа, Николас Бригс, даје глас у њиховим различитим појављивањима. У сезони 2010. појавио се нови, већи модел у неколико боја које представљају различите делове хијерархије команде Далека.

### Кретање
Првобитни план Терија Нејшна је био да Далеци клизе по поду. Ране варијанте Далека котрљале су се на најлонским точковима, покретане ногама оператера. Иако су точкићи били адекватни за дебитантски серијал Далека који је у потпуности снимљен у ББЦ-овом студију „Лиметин шумарак”, за серијал Најезда Далека на Земљу Тери Нејшн је желео да Далеци буду снимљени на улицама Лондона. Да би омогућио Далецима да несметано путују ван студија, дизајнер Спенсер Чепмен направио је нове Далек шкољке око минијатурних трицикла са чвршћим точковима који су били сакривени повећаним браницима постављеним испод изворне основе. Неравне плоче централног Лондона изазвале су звецкање Далека док су се кретали и није било могуће уклонити ову буку са завршне музике. Мала параболична антена је додата на задњој страни кућишта подупирача како би се објаснило зашто ови Далеци за разлику од оних у њиховом првом серијалу нису зависни од статичког електрицитета који се извлачи са подова града Далека као покретачка снага.
Касније варијанте подупирача имале су ефикасније точкове и поново су их једноставно покретале ноге седећих оператера, али су остале толико тешке да су их, када су се пењале по рампама, често морали да гурају радници на сцени током снимања камере. Тешкоћа управљања свим деловима реквизита одједном допринела је повремено наглим покретима Далека. Овај проблем је у великој мери искорењен појавом варијанте „нове серије“ пошто њена даљински контролисана купола и очна дршка омогућавају оператеру да се концентрише на глатко кретање Далека и његових руку.

### Гласови
Стакато испоруку, оштар тон и растућу инфлексију гласа Далека у почетку су развила два глумца, Питер Хокинс и Дејвид Грејем који су мењали висину и брзину реченица у складу са потребним осећањима. Њихове гласове је даље електронски обрађивао Брајан Хоџсон на Радиофонској радионици ББЦ-а. Коришћени уређаји за обраду звука варирали су током деценија. Године 1963. Хоџсон и његове колеге су користили еквилизацију да појачају средњи опсег глумчевог гласа, а затим су га подвргли модулацији прстена са синусним таласом од 30 херца. Препознатљиви, груби, оштри вокални тембар који је ово произвео остао је образац за све гласове Далека од тада (са изузетком оних у серијалу Откровење Далека из 1985. године за који је редитељ Грејем Харпер намерно користио мање изобличења).
Поред Хокинса и Грејема, други гласовни глумци за Далеке били су Рој Скелтон који је први дао глас Далецима у причи Зло Далека из 1967. године и дао гласове за пет додатних серијала о Далецима међу којима и у Планети Далека и за једнократни јубиларни специјал Пет Доктора. Мајкл Вишер, глумац који је створио улогу творца Далека Давроса у Постању Далека, давао је гласове Далецима у истој причи као и у Фронту у свемиру, Планети Далека и Смрти Далецима. Остали глумци Далека били су Ројс Милс (три приче), Брајан Милер (две приче) и Оливер Гилберт и Питер Месалин (једна прича). Џон Лисон који је извео глас К9 у неколико прича о Доктору Хуу и глумци Давроса Тери Молој и Дејвид Гудерсон такође су дали свој допринос гласовима за различите Далек серијале.
Од 2005. глас Далека у телевизијској серији даје Николас Бригс који говори у микрофон повезан на модулатором гласа. Бригс је раније обезбеђивао Далеке и друге ванземаљске гласове за аудио драме продукције „Big Finish” и наставља да то чини. У интервјуу за ББЦ радио 2006. Бригс је рекао да су га, када га је ББЦ замолио да уради глас за нову телевизијску серију, упутили да понесе свој аналогни прстенасти модулатор који је користио у аудио драмама. Одељење за звук ББЦ-а је прешло на дигиталну платформу и није могло на прикладан начин да створи препознатљив Далек звук са својом савременом опремом. Бригс је отишао толико далеко да је увео модулатор гласа у глумачко читање сценарија.

### Грађа
Производња реквизита била је скупа. У сценама у којима су се многи Далеци морали појавити, неки од њих би били представљени дрвеним репликама (Судбина Далека) или фотографским увећањима у природној величини у раним црно-белим епизодама (Далеци, Најезда Далека на Земљу, и Моћ Далека). У причама које укључују армије Далека, екипа за ефекте ББЦ-а се чак окренула коришћењу комерцијално доступне играчке Далека коју су произвели Луис Маркс и друштво и Пластични моделари ДОО Примери овога се могу видети у серијалима Моћ Далека, Зло Далека и Планета Далека. Разумне технике монтаже су такође оставиле утисак да је било више Далека него што је стварно било доступно, као што је коришћење подељеног екрана у епизоди „Растанак путева (2. део)“.
Четири потпуно функционална реквизита наручена су за први серијал „Далеци” 1963. године, а конструисала их је Инжењерство Шокрафт према ББЦ плановима. Они су постали познати у круговима навијача као „МК I Далеци“. Шокрафт је такође добио задатак да направи приближно 20 Далека за два филма о Далецима 1965. и 1966. године (види доле). Неки од ових филмских реквизита су се вратили на ББЦ и виђени су у телевизијским серијама, посебно у Потери која је емитована пре дебија првог филма. Преостали реквизити које није купио ББЦ су или даровани у добротворне сврхе или подељени као награде на такмичењима.
ББЦ-ови сопствени Далек реквизити су поново коришћени много пута, а делови изворног Шокрафтовог „МК I Далекса“ су преживеле све до њиховог коначног појављивања у класичној серији 1988. Али године складиштења и префарбавања су учиниле своје. У време Откровења Далека Шестог Доктора нови реквизити су се производили од влакнастог стакла. Ови модели су били лакши и приступачнији за конструисање од својих претходника. Ови новији модели су изгледали нешто крупнији око средњег дела рамена, а имали су и поново израђени део сукње који је био вертикалнији позади. Друге мање промене су направљене у изради због ових нових метода конструкције, укључујући промену блатобрана и уградњу кутија за руке, крагне и летвица у једну лајсну од влакнастог стакла. Ови реквизити су префарбани у сиво за серијал Сећање на Далеке са Седмим Доктором и означени су као „Одметнички Далеци“. Још један поново израђен, обојен у крем и златну боју, постао је фракција „Царски Далек”.
Нови Далек реквизити су направљени за варијанту Доктора Хуа из 21. века. Прву, која се појавила сама у епизоди „Далек” из 2005. године, направио је произвођач модела Мајк Такер. Додатни Далек реквизити засновани на Такеровом узору су накнадно направљени од влакнастог стакла од стране Посебних модела из Кардифа.

## Развој
У жељи да створи ванземаљско створење које не личи на „човек у оделу“, Тери Нејшн је у свом сценарију за први серијал о Далецима навео да не би требало да имају ноге. Такође је био подстрекнут представом Грузијског народног ансамбла у којој су плесачице у дугим сукњама изгледале како клизе по сцени. За многе епизоде Далеке су водили пензионисани балетни играчи који су носили црне чарапе док су седели у Далеку. Рејмонд Кјузик је добио задатак да изради Далеке када се Ридли Скот, тада дизајнер за ББЦ, показао недоступним након што је првобитно био додељен њиховом дебитантском серијалу. Према књизи Џеремија Бентама Доктор Ху — Ране године (1986), након што је Нејшн написао сценарио, Кјузик је добио само сат времена да смисли израду за Далеке и био је подстрекнут у својим почетним скицама сланика на столу. Сам Кјузик, међутим, наводи да је то засновао на човеку који је седео у столици и да је користио сланик само да покаже како се може померити.
Године 1964. Нејшн је новинару Дневног огледала рекао да име Далек потиче из речника или свеске енциклопедије на чијој је кичми писало „Дал – Лек“ (или, према другој верзији, „Дал – Екс“). Касније је признао да су ова књига и повезано порекло имена Далек били потпуно измишљени и да би га свако ко би се потрудио да провери његову причу открио. Име је једноставно сишло са његове писаће машине. Касније је Нејшнн био пријатно изненађен када је открио да на српскохрватском реч „далек“ значи „далеко“ или „удаљено“.
Нејшн је одрастао током Другог светског рата и памтио је страх изазван немачким бомбардовањем. Он је свесно засновао Далеке на нацистима, замишљајући врсту као безличне, ауторитарне фигуре посвећене освајању, родној чистоти и потпуном конформизму. Алузија је најочигледнија у причама о Далецима које је написао Нејшн, посебно у Најезди Далека на Земљу (1964) и Постању Далека (1975).
Пре него што је написао први серијал о Далецима, Нејшн је био сценариста комичара Тонија Хенкока. Двојица мушкараца су се посвађали и Нејшн је или дао или добио отказ. Хенкок је радио на неколико предлога серијала, од којих се један звао Од трућ до бућ, комична историја света која би се завршила нуклеарном апокалипсом, а преживели су били сведени на живот у канти за ђубре попут кућишта робота и једења зрачења да би преживели. Према Хенкоковом биографу Клифу Гудвину, када је Хенкок видео Далеке, наводно је викнуо на екран: „Оно ђубре Нејшн - украо ми је роботе!”
Наслов раних прича о Доктору Хуу је сложен и понекад контроверзан. Први серијл о Далецима се зове, различито, Преживели (наслов пре продукције и наслов на екрану који се користи за другу епизоду серијала), Мутанти (њен званични наслов у време производње и емитовања, касније преузето другом неповезаном причом), Далеко од Сунца (коришћено у некој продукцијској документацији), Мртва планета (наслов на екрану прве епизоде серијала), или једноставно Далеци.
Тренутна привлачност Далека затекла је ББЦ и претворила Докткора Хуа у народну појаву. Деца су била и уплашена и фасцинирана ванземаљским изгледом чудовишта, а идеја о „скривању иза софе“ постала је популаран, иако нетачан или преувеличана. Продукција Доктора Хуа била је преплављена писмима и позивима у којима су се распитивали о створењима. Новински чланци усредсредили су пажњу на серијал и Далеке, додатно повећавајући њихову популарност.
Нејшн је заједно са ББЦ-ом поседовао права интелектуалне својине на Далеке, а показало се да је концепт зарађивања новца био готово немогућ за продају било коме другом тако да је зависио од ББЦ-а који је желео да производи приче са тим створењима. Неколико покушаја да се Далеци пласирају ван серије били су неуспешни. Од Нејшнове смрти 1997. године, његовим делом права сада управља његов бивши агент Тим Хенкок.
Рани планови за оно што је на крају постало телевизијски филм Доктор Ху из 1996. укључивали су радикално новоизрађене Далеке чији су се случајеви одвијали као паукове ноге. Концепт ових „Далека паука“ је напуштен, али је поново покупљен у неколико огранака Доктора Хуа.
Када је најављена нова серија, многи обожаваоци су се надали да ће се Далеци још једном вратити у програм. Нејшново наслеђше је, међутим, захтевало нивое уметничке контроле над појавом и сценаријима Далека који су били неприхватљиви за ББЦ. На крају су Далеци добили дозволу да се појаве у првом серијалу. 2014. године, директор серије Доктор Ху Стивен Мофат порекао је њихова бројна појављивања јер је то исход уговорне обавезе.

## Измишљена историја
Историја Далека у свемиру је доживела многе ретроактивне промене које су изазвале проблеме са континуитетом. Када су се Далеци први пут појавили, представљени су као потомци Дала, мутираних након кратког нуклеарног рата између родова Дала и Тала пре 500 година. Овај род Далека је уништен када је њихово напајање уништено. Међутим, када су се поново појавили у Најезди Далека на Земљу, они су освојили Земљу у 22. веку. У каснијим причама су развили путовање кроз време и свемирско царство. Године 1975, Тери Нејшн је ревидирао порекло Далека у Постању Далека где су се Дали сада звали Каледи (од којих је „Далеци” анаграм), а дизајн Далека је приписан једном човеку, парализованом главном научнику Каледа и злом генију Давросу. Касније аудио драмама продукције „Big Finish” покушале су да објасне овај рекон тако што су рекли да реч Скаро „дал“ једноставно значи ратник, како су Каледи описали себе, док „дал-ек“ значи „бог“. Према Постању Далека, уместо кратке нуклеарне размене, Калед-Тал рат је био хиљаду година дуг рат исцрпљивања, вођен нуклеарним, биолошким и хемијским оружјем што је изазвало широко распрострањене мутације међу животним облицима Скаро. Даврос је вршио огледе на живим ћелијама Каледа како би пронашао крајњи мутирани облик врсте Калед, верујући да је његов сопствени народ постао слаб и да га треба заменити већим обликом живота. Сместио је своје нове Далек творевине у тенкове „путне машине“ напредне технологије чији је дизајн био заснован на његовој сопственој столици за одржавање живота.
Постање Далека означило је нову еру за приказивање врсте, при чему је већина њихове претходне историје или заборављена или се једва поново помиње. Будуће приче у изворној серији Доктор Ху која је пратила грубу причу, такође би се више усредсређивале на Давроса, на велико незадовољство неких обожавалаца који су сматрали да би Далеци требало да заузму централно место, а не само да постану миниони њиховог творца. Даврос је своје последње телевизијско појављивање у последњих 20 година имао у Сећању на Далеке које је приказало грађански рат између две фракције Далека. Једна фракција „Царски Далеци” била је одана Давросу који је постао њихов цар, док је друга „Одметнички Далеци” следила црног Врховног Далека. До краја приче, војске обе фракције су збрисане и Доктор их је преварио да униште Скара. Међутим, Даврос бежи и на основу чињенице да Далеци поседују путовање кроз време и да су распрострањени по целом универзуму и даље је постојала могућност да су многи преживели ове догађаје.
Изворна „класична” серија Доктор Ху је завршена 1989. У ТВ-филму Доктор Ху из 1996. (који је представио Осмог Доктора), Скаро је наизглед поново створен и показује се да Далеци још увек њиме владају. Иако се ванземаљци никада не виде на екрану, прича приказује зликовца Господара времена Господара који је погубљен на Скару док гласови Далека певају „Истреби“. У аудио представама Осмог Доктора које је продуцирао „Big Finish” од 2000. до 2005. Пол Мекган је поновио своју улогу. Аудио драма Време Далека представљала је Далеке без Давроса и скоро уклонила Вилијама Шекспира из историје. У Фирми терора, Осми Доктор је срео фракцију Далека на челу са Давросом који се и сам више претварао у облик живота сличан Далеку док је покушавао да створи нове Далеке од мутираних људи са Земље. Аудио драме Елемент апокалипсе и Царство Далека су такође осликавале ванземаљске зликовце који су напали Галифреју и затим створили сопствену варијанту извора енергије Господара времена познатог као Око склада, омогућавајући Далецима да обнове царство и постану већа претња Времену. Господари и други родови које поседују путовање кроз време.
Нова серија Доктор Ху је премијерно приказана 2005. године, представљајући Деветог Доктора и откривајући да се „Последњи велики временски рат“ управо завршио, што је резултирало привидним уништењем друштва Господара времена. Епизода „Далек“ коју је написао Роберт Ширман емитована је на ББЦ Један 30. априла 2005. године и потврдила је да је Временски рат углавном укључивао Далеке који су се борили против Господара времена, при чему је Доктор окончао сукоб тако што је наизглед уништио обе стране, напоменувши да је његов сопствени опстанак „није по избору“. У епизоди је приказан један Далек који је изгледао једини преживео свој род из Временског рата. Касније аудио драме продукције „Big Finish” прошириле су Временски рат у различитим аудио драмским серијама као што су Галифреј: Временски рат, Осми Доктор: Временски рат, Ратни Доктор и Ратни Господар.
Царски Далек се вратио на крају серијала из 2005. године, преживевши Временски рат, а затим обновио род Далека са генетским материјалом сакупљеним од људских субјеката. Видео је себе као бога, а приказани су нови Далеци засновани на људима како га обожавају. Царски и ова Далек флота су уништени у „Растанку путева (2. део)”. Завршница серијала 2006. „Војска духова (1. део)“/„Судњи дан (2. део)“ представила је одред од четири преживела Далека из старог Царства, познатог као Култ Скара, састављен од Далека који су имали задатак да развију машту како би боље предвиђали и борили се против непријатеља. Ови Далеци су добили имена: Јаст, Таи, Кан и њихов црни вођа Далека Сек. Култ је преживео Временски рат бежећи у Празнину између размера. Појавили су се заједно са Арком постања, затворским бродом Господара времена који садржи милионе Далека у Канари варфу због поступака института „Торчвуд” и Киберљуди из упоредног света. Ово је довело до сукоба Киберљуди и Далека у Лондону који је решен када је Десети Доктор учинио да обе скупине буду усисане у Празнину. Култ је преживео користећи „хитну временску промену“ да побегне.
Ова четири Далека - Сек, Јаст, Таи и Кан - вратила су се у дводелној причи „Далеци на Менхетну (1. део)”/„Еволуција Далека (2. део)” у којој су, док су били насукани у Новом Јорку 1930-их, поставили базу у делимично изграђеној Царској државној згради и покушај да се обнови род Далека. У том циљу, Далек Сек се спаја са људским бићем да би постао хибрид Човек/Далек. Култ је тада кренуо са стварањем „Људских Далека“ тако што је „форматирао“ мозгове неколико хиљада заробљених људи како би могли да имају ум Далека. Далек Сек, међутим, постаје људскији у личности и мења план тако да ће хибриди бити људскији попут њега. Остатак Култних побуна. Сек је убијен, док су Таи и Јаст касније збрисани са хибридима. Далек Кан, верујући да је сада можда последњи те врсте, још једном бежи путем хитне временске промене.
Далеци су се вратили у дводелном финалу сезоне 2008. „Украдена земља (1. део)“/„Крај путовања (2. део)“, још једном у пратњи њиховог творца Давроса. Прича открива да га је Кааново временско померање послало у Временски рат, упркос томе што је Рат био „Закључан временом“. Искуство пробијања Временске браве довело је до тога да је Кан видео делове неколико будућности, уништавајући свој разум у току тога. Кан је спасао многе Далеке и Давроса из доба Временског рата који је створио нове Далеке трупе користећи ћелије свог сопственог тела. Црвени Врховни Далек предводи нову војску док држи Кана и Давроса затворенима на водећем броду Далека Крусибл. Даврос и Далеци су планирали да униште саму стварност „бомбом стварности“. План пропада због мешања Докторове сапутнице Доне Нобл и Каана који је обмањивао догађајима како би уништио Далеке након што је схватио тежину злочина које су починили.
Далеци су се вратили у епизоди из 2010. године „Победа Далека“ где се открива да су неки Далеци преживели уништење своје војске у „Крај путовања (2. део)“ и вратили „Прогенитора“, сићушни апарат који садржи „изворни“ Далеков ДНК. Активација Прогенитора резултира стварањем Далека Нове Парадигме који Далеке из ере Временског рата сматрају нејаким. Нови Далеци су организовани у различите улоге (беспилотне летелице, научници, стратези, врховни и вечни), које се могу препознати са оклопом означеним бојама уместо препознатљивих плочицама испод ока које су користили њихови претходници. Они беже од Доктора на крају епизоде путем путовања кроз време са намером да обнове своје Царство.
Далеци су се само накратко појавили у наредним завршницама „Отварање Пандорике (1. део)”/„Велики прасак (2. део)” (2010) и „Свадба Ривер Сонг” (2011) док је Стивен Мофат одлучио да их „одмара” и изјавио: „Постоји проблем са Далеци. Они су најпознатији од Докторових противника и најчешћи, што значи да су најпоузданији непријатељи у универзуму.” Ове епизоде такође откривају да је Скаро поново створен. Следеће се појављују у „Уточишту Далека“ (2012) где је приказано да су Далеци знатно повећали број и сада имају парламент. Поред уобичајених „савремених“ Далека, појављује се неколико дизајна из изворне и нове серије, сви коегзистирају уместо да се међусобно осуђују као нејаки или застарели (осим оних Далека чије личности их сматрају „лудима“ или више не могу битка). Сви записи о Доктору се уклањају из њихове колективне свести на крају епизоде.
Далеци се затим појављују у специјалу поводом 50. годишњице „Дан Доктора“ где се види како су поражени у Временском рату. Исти специјал открива да су многи Господари времена преживели рат откако је Доктор пронашао начин да њихову планету Галифреј пребаци из фазе са стварношћу у џепну димензију. У „Времену Доктора”, Далеци су један од родова које опседају Трензалор у покушају да спрече Доктора да ослободи Господаре времена из затвора. Пошто су Ташу Лем претворили у лутку Далека, поново су стекли знање о Доктору.
Први сусрет Дванаестог Доктора са Дацекима је у његовој другој целој епизоди „Унутар Далека“ (2014), где се сусреће са оштећеним Далеком кога је назвао „Расти“. Повезујући се са Докторовом љубављу према универзуму и његовом мржњом према Далекима, Расти преузима задатак да уништи друге Далеке. У епизоди „Мађионичарев шегрт (1. део)“/„Вештица је позната (2. део)“ (2015), Доктор је позван у Скаро где сазнаје да је Даврос обновио Далеково царство. У „Пилоту“ (2017), Доктор накратко посећује битку током рата Далек-Мовеланци.
Тринаести Доктор је наишао на Далека у новогодишњој епизоди „Резолуција“ (2019). Далек мутант, одвојен од свог оклопног кућишта, преузима контролу над човеком како би направио нови путни уређај за себе и призвао још Далека да освоје Земљу. Овог Далека клонира научник у „Револуцији Далека“ (2021) и покушава да преузме Земљу користећи Далек двојнике, али га други Далеци убију због уочене генетске нечистоће. Доктор касније шаље војску Далека у „празнину“ између светова да буде уништена, користећи резервни ТАРДИС који је недавно набавила на Галифреју. Након кратког појављивања у којима су приказани као један од неколико зликоваца који покушавају да искористе догађај „Флукс“ који продире кроз простор-време у 13. серијалу, Далеци су се вратили у првом специјалу из 2022. године „Предвечерје Далека“. У епизоди, екипа Далешких крвника је послата од стране Врховне команде да освете далечку ратну флоту коју је уништила Доктор у завршници 13. серијала „Победници“, само за временску петљу коју је успоставио ТАРДИС да би спасио Докторов живот и дао уместо тога има прилику да уништи крвнике. Далеци су се касније појавили заједно са Киберљудима као савезници Господару у „Моћи доктора“ као део завере да се коначно уништи њихов непријатељ, али савез је поражен од Доктора и нових и старих пратилаца.
Године 2023. ретроактивно је утврђено да порекло иконичних додатака налик клипу које су користили Далеци потиче из ТАРДИС-а Четрнаестог Доктора.

## Култура Далека
Далеци имају мало, ако је уопште има, појединачне личности, привидно нема других емоција осим мржње и беса и строгу командну грађу у којој су условљени да се повинују наређењима претпостављених без питања. Говор Далека карактеришу понављане фразе и наређења која се дају себи и другима. За разлику од стереотипних робота без емоција које се често налазе у научној фантастици, Далеци су често љути. Ауторка Ким Њуман је описала Далеке као да се понашају „као малишани у непрестаним нападима шиштања“, ликујући када су на власти и бесни када их осујети. Они имају тенденцију да буду узбудљиви и понављаће исту реч или фразу изнова и изнова у појачаним осећајним стањима, најпознатије „Истребити! Истребити!”
Далеци су изузетно агресивни и изгледа да их покреће инстинкт за нападом. Овај нагон је толико јак да су Далеци приказани како се боре против нагона за убијањем или чак нападају када су ненаоружани. Пети Доктор карактерише овај импулс рекавши: „Како год да одговорите [Далецима], сматра се чином провокације“. Основна карактеристика културе и психологије Далека је неупитно веровање у надмоћност рода Далека, а њихова подразумевана директива је да униште све облике живота који нису Далеци. Друге врсте треба или одмах истребити или поробити, а затим истребити када више не буду корисне.
Опседнутост Далека сопственом надмоћношћу је илустрована расколом између Ренегаде и Царских Далека који се види у Откровењу Далека и Сећању на Далеке: две фракције свака другу другу сматра перверзијом упркос релативно малим разликама између њих. Ова нетрпељивост према било каквој „загађењу“ у њима самима је такође приказана у „Далеку“, Злу Далека и у аудио драми продукције „Big Finish” Мутантска фаза. Ова манија надмоћности је основа немилосрдности и недостатка саосећања Далека. Ово је у изузетној мери приказано у „Победи Далека“ где нови, чисти Далеци уништавају своје творце нечисте Далеке уз њихов пристанак. Готово је немогуће преговарати или уразумити Далека, једноумље које их чини опасним и не треба их потцењивати. Једанаести Доктор (Мет Смит) је касније збуњен у „Уточишту Далека“ зашто Далеци не убијају само оне заробљене који су „погрешили“. Иако је Уточиште накнадно избрисано, председник владе Далека објашњава да је „за нас увредљиво уништавати такву божанску мржњу“, а Доктору је мука од открића да Далеци мржњу заправо сматрају лепом.
Далек друштво је приказано као друштво изузетног научног и технолошког напретка. Трећи Доктор наводи да их је „њихов изумни геније учинио једном од највећих сила у универзуму“. Међутим, њихово ослањање на логику и машинерију је такође стратешка слабост коју они препознају и стога користе више врста вођених осећањима као агенте за компензацију ових недостатака.
Иако Далеци нису познати по томе што поштују правилан двојни поступак, одвели су најмање два непријатеља назад у Скаро на „суђење“, уместо да их одмах убију. Први је био њихов творац Даврос у Откровењу Далека, а други је био одметнути Господар времена познат као Господар у телевизијском филму из 1996. године. Разлози за суђење Господару и зашто би доктору било дозвољено да преузме мајсторове остатке, никада нису објашњени на екрану. Годишњи Доктор Ху за 2006. имплицира да је суђење можда било због споразума потписаног између Господара времена и Далека. Уређај за кадрирање за аудио репродукције Ја, Даврос: Невиност је суђење Далека како би се утврдило да ли Даврос још једном треба да буде вођа Далека.
Огранак романи садрже неколико помињања поезије Далека као и анегдоту о опери заснованој на њој која је изгубљена за потомство када је цела глумачка екипа истребљена прве вечери. Две строфе су дате у роману Бена Ароновича Такође људи. У алтернативном временском следу приказаној у аудио пустоловини продукције „Big Finish” Време Далека, Далеци показују наклоност према делима Шекспира. Сличну идеју је створио комичар Френки Бојл у програму ББЦ-ових комедија квиза Ругај се недељи. Он је дао измишљену песму Далека „Нарцисе. Истреби нарцисе!” као „мало вероватно да ћете чути у Доктору Хуу“.
Пошто је Доктор тако често побеђивао Далеке, постао је њихов заједнички највећи непријатељ и они имају стална наређења да га ухвате или истребе на видику. У каснијој фикцији, Далеци Доктора познају као „Ка Фарак Гатри“ („Доноситеља таме“ или „Уништитеља светова“) и „Надолазећу олују“. И Девети Доктор (Кристофер Еклстон) и Роуз Тајлер (Били Пајпер) указују да је Доктор једно од ретких бића којих се Далеци плаше. У "Судњем дану", Роуз напомиње да док Далеци виде истребљење пет милиона Киберљуди као „контролу штеточина”, „један Доктор” их видно узнемирава (до те мере да физички устукну). На своје огорчено изненађење, у „Уточишту Далека“ Једанаести Доктор (Мет Смит) сазнаје да су га Далеци означили као „Грабљивца“.

### Мерења
Рел је мерна јединица Далека и Каледа. Обично је то било мерење времена са трајањем нешто дуже од једне секунде као што је поменуто у епизодама „Судњи дан“, „Еволуција Далека“ и „Крај путовања (2. део)“, одбројавајући до паљења реалности бомбе. (Један земаљски минут је највероватније једнак око 50 рела.) Међутим, у неким стриповима се такође користио као јединица за брзину. На крају, у неким случајевима је коришћена као јединица хидроелектричне енергије (не треба се мешати са вепом, јединицом која се користи за мерење вештачке сунчеве светлости).
Рел је први пут коришћен у неканонском играном филму Далеци − Најезда на Земљу 2150 година после нове ере, убрзо пошто се појавио у раним Доктор Ху стриповима.

## Лиценцирана појављивања
Два Доктор Ху филма са Питером Кашингом у главној улози приказала су Далеке као главне негативце: Др- Ху и Далеци и Далеци − Најезда на Земљу 2150 година после нове ере, засноване на телевизијским серијалима Далеци и Најезда Далека на Земљу. Филмови нису били директни римејкови. На пример, Доктор у филмовима са Кашингом био је људски проналазач по имену „Др. Ху“ који је направио уређај за путовање кроз време по имену ТАРДИС уместо тајанственог ванземаљаца који је украо уређај под називом „ТАРДИС“.
Четири књиге које су се усредсређивале на Далеке објављене су 1960-их. Крига о Далецима (1964. написали Тери Нејшн и Дејвид Витакер), Свет Далека (1965. написали Нејшн и Витакер) и Књига о отвореном свемиру Далека (1966. Нејшн и Бред Ештон) су све књиге са тврдим повезом форматиране као годишњаци који садрже текстуалне приче и стрипове о Далецима заједно са измишљеним подацима (понекад засноване на телевизијским серијалима, а понекад направљене за књиге). Нејшн је такође објавио Далечки џепни приручник за путнике кроз свемир који је сакупио чланке и прилоге који се опходе према Далецима као да су стварни. Још четири годишњака су 70-их година прошлог века објавили светски дистрибутери под насловом Обчини Далек Терија Нејшна (са насловним датумима 1976–1979, али објављено 1975–1978). Два изворна романа Џона Пила Рат Далека (1997) и Наслеђе Далека (1998) објављена су као део низа романа о Доктору Хуу о Пустоловине Осмог Доктора. Новела Чинилац Далека Сајмона Кларка објављена је 2004. и две књиге у којима се појављују Далеци и Десети Доктор (Ја сам Далек Гарета Робертса 2006. и Заробљеник Далека Тревора Баксендејла 2009.) објављени су као део новог низа пустоловина.
Нејшн је 1965. године одобрио објављивање стрипа Далеци у стрипу ТВ Век 21. Недељна трака од једне странице коју је написао Витакер, али је заслужна Нејшн, представљала је Далеке као протагонисте и „јунаке“ и трајала је две године од њиховог стварања механизованих Далека од стране хуманоидног Далека научника Џарвелинга до њиховог коначног открића у рушевинама срушеног свемирског брода са координатама за Земљу на коју су предложили најезду. Иако је већи део материјала у овим тракама био у непосредној супротности са оним што је касније приказано на телевизији, неки концепти попут Далека који користе хуманоидне двојнике и израду Далека императора су се појавили касније у програму.
У исто време, трака Доктор Ху је такође била објављена у ТВ стрипу. У почетку, трака није имала права да користи Далеке тако да се Први Доктор борио против „Трода“, роботских створења у облику конуса која су радила на статичком електрицитету. У време када се Други Доктор појавио у стрипу 1967. године, проблеми са правима су били решени, а Далеци су почели да се појављују почевши у Тродошке заседе (ТВЦ #788-#791) где су искасапили Тродове. Далеци су се такође појављивали у стрипу Др. Ху из ере Трећег Доктора који се налазио у комбинованом стрипу Одбројавање / ТВ Акција током почетка 1970-их.
Анимирана серија под називом Далеци! која се састоји од пет 10-минутних епизода објављена је на званичном Јутјуб каналу Доктор Ху 2020.
Остала појављивања уз дозволу су укључивала бројне позоришне представе (погледајте позоришне представе у наставку) и телевизијске рекламе за Волове сладоледне лизалице „Скај Реј“ (1966), Витабик житарице за доручак (1977), Кит Кет чоколадице (2001) и АНЗ банку (2005). Године 2003. Далеци су се такође појавили на билбордима у Великој Британији за Енергизер батерије уз слоган „Јесте ли луди за енергијом?“

## Остали велики наступи

### Представе
- Проклетство Далека: Позориште „Виндам”, Лондон (премијера 21. децембра 1965.)
- Доктор Ху и Далеци у Седам кључева за Судњи дан: Аделфи театар, Лондон (премијера 16. децембра 1974.)
- Доктор Ху - Највећа пустоловина: Позориште „Вимблдон”, Лондон (премијера 23. марта 1989.)
- Суђење Давросу: Хотел Село, Хајд, Велики Манчестер (премијера 14. новембра 1993.)
- Суђење Давросу: Хиподром Темсајд, Ештон под Лајном (премијера 16. јула 2005.)
- Зло далека: Краљевско позориште, Портсмут (премијера 25. октобра 2006.)
- Велики план Далека: Краљевско позориште, Портсмут (премијера 24. октобра 2007.)
- Подсетите се УНИТ-а или Загонетке велике врећице чаја! Архивирано 20 јануар 2013 на сајту : Единбуршки Фестивал 1984. представа Ричарда Френклина

### Концерти
- Доктор Ху концерт (27. јул 2008.)
- Доктор Ху концерт (27. јул 2010.)
- Доктор Ху концерт (27. јул 2013.)

### Изворни романи и новеле
- Рат Далека Џона Пила (Пустоловине Осмог Доктора), објављено у октобру 1997.
- Наслеђе Далека Џона Пила (Пустоловине Осмог Доктора), објављено априла 1998.
- Чинилац Далека Сајмона Кларка (Доктор Ху Телос новеле), објављен у марту 2004
- Ја сам Далек Гарета Робертса (Нови низ пустоловина, део Подстицаја за брзо читање), објављено у мају 2006.
- Заробљеник Далека Тревора Бекендејла (Нови низ пустоловина), објављено у априлу 2009.
- Једини добар Далек Џастина Ричардса и Мајка Колинса (Нови низ пустоловина), објављен у новембру 2010.
- Поколење Далека Николаса Бригса (Нови низ пустоловина), објављена у априлу 2013.
- Мотори рата Џорџа Мана (Нови низ пустоловина), објављен у јулу 2014

## Друга појављивања

### ВанДоктор Хуа
Далеци су се појављивали на кратко у телевизијским програмима и филмовима који нису повезани са Доктором Хуом од 1960-их до данас.
- Два до три љубичаста играчака Далека се такође виде у позадини епизоде америчког дечјег цртаног филма Бепци.[118]
- У телевизијском специјалу Црвени патуљак А–З приказана су два Далека (испод „Е“ за „Истребити“) који тврде да је сва земаљска телевизија људска пропаганда, а дела која се чешће приписују Вилијаму Шекспиру и Лудвигу ван Бетовену су заправо написана од Далека, иако поричу да су написали „Менди” Берија Манила. Такође, један од њих примећује да је шала „промени сијалицу“ из епизоде „Легија“ била смешна и да је други одмах истребио због злочина „не понашати се као прави Далек“.[119]
- У серији Парови из 2004. године коју је написао Стивен Мофат (који је касније писао и продуцирао Доктора Хуа), Далек се појављује у другој епизоди четврте сезоне.[120] Глас му је давао Николас Бригс[121] који је касније наставио да даје гласове Далецима у првом серијалу од 2005. надаље.[122] (О изворном уговору о правима Далека Терија Нејшна са ББЦ-ом преговарала је његова тадашња агенткиња Берил Верту, касније Мофатова ташта.)[123]
- У филму Шашава дружина: Поново у акцији, тајна војна база "Област 52" задржава низ чудовишта и робота из старих научно-фантастичних филмова, међу њима су и два Далека, који су пошто их је Марвин Марсовац пустио наставили са нападом изговарајући своје фразе.[115][124]
- Далек се појавио заједно са Дартом Вејдером, Мингом Немилосрдним, Клингонцем, Шестим Доктором и Киберчовеком из 1980-их у епизоди британског програма за аутомобиле Топ гир из 2003. године да види ко је „господар универзума” у кругу око њихове пробне стазе. У тркачкој измењеној Хонди Сивик.[125] Далек није могао да уђе у кола па је истребио остале возаче (са изузетком Клингона и Доктора који су очигледно претходно побегли јер нису били присутни). Водитељи су на крају прогласили Киберчовека за победника.[126]
- У епизоди америчког ситкома Боље је без Теда из 2009. године, деактивирани Далек је примећен у подподруму где се налази наводно „Фарма робота“.[127]
- У филму из 2017. године Лего Бетмен филм, Далеци, у ономе што се чини да је Лего прилагођавање њихових израда из 2010. године, појављују се као одбегли затвореници из Фантомске области.[128] Они, који се виде изузетно кратко и у покрету, такође изгледају као Лего минифигурице произведене за Лего размери.
- Далеци се појављују у драми То је грех из 2021. (коју је написао бивши директор серије Доктор Ху Расел Т. Дејвис) у сценама у којима је главни глумац Ричи Тозер (Оли Александер) глумио у измишљеној причи о Доктору Хуу под називом Регресија Далека.[129]

### Стрипови
У графичком роману Ослобођење Далека: Убица Далека, главни протагониста, осуђени злочинац са жељом за смрћу и незаситном мржњом према Далецима, лови своје непријатеље који су недавно напали планету Мазар, родни свет принцезе Таин.

### Музика
Далеци се помињу или повезују у многим музичким композицијама.
- Прва позната музичка повезаност са Далецима је нови сингл из 1964. „Провешћу Божић са Далеком” од групе Гу-Гу објављен током „Далекманије” 1960-их.[132]
- Гласови Далека су узорковани и поново створени у новом синглу „Петљање са ТАРДИС-ом“ из 1988. Временских господара (који су касније наступали као КЛФ).[133]

### Игрице
Доктор Ху игрице са дозволом са Далецима укључују Кључ времена из 1984. године, текстуалну авантуристичку игру за ZX Spectrum. Прва графичка игрица која је приказивала далеке била је истоимени наслов на потезу који је објавио Јохан Страндберг за Мекинтош исте године. Далеци су се такође појављивали у мањим улогама или као слабо прикривене верзије у другим, мањим играма током 80-их, али се нису појављивали као централни противници у игрици са дозволама све до 1992. године када је Адмирал Софтвер објавио Напад Далека. Игрица је омогућавала играчу да игра разне Докторе или пратиоце, проводећи их кроз неколико окружења како би победили Далеке. Године 1997. ББЦ је објавио ПЦ игру под називом Судбина Доктора у којој су поред осталих противника били и Далеци.
Једна ауторизована онлајн игрица је Последњи Далек, Flash игрица коју је створио колектив „Нов медиј” за ББЦ. Заснован је на епизоди „Далек” из 2005. и може се пуштати на званичном сајту ББЦ-а Доктор Ху. Веб страница Доктор Ху такође садржи још једну игрицу Далеци против Киберљуди (познату и као Кибер чете контролишу интерфејс), засновану на епизоди „Судњи дан“ из 2006. У овој игри, играч контролише чете Киберљуди који се морају борити против Далека, као и чланова института „Торчвуд”.
Дана 5. јуна 2010. ББЦ је објавио прву од четири званичне рачунарске игре на својој веб страници Доктор Ху: Пустоловне игре која је предвиђена као део званичне ТВ серије пустоловина. У првој игрици од њих, 'Град Далека', Доктор у својој 11. инкарнацији и Ејми Понд морају да зауставе Далеке да поново пишу време и оживе Скаро, њихову домовину.
Такође се појављују у игрицама Nintendo DS и Wii Доктор Ху. Еволуција Земље и Доктор Ху: Повратак на Земљу.
Неколико Далека се појављује у iOS игрици Лавиринти времена као ретки непријатељи са којима се играч суочава, појављују се само на првом и последњем нивоу.
Далеци се такође појављују у Лего размерама где се удружују са лордом Вортеком и поседују кључни камен на скали који мења величину. Када су их Бетмен, Гандалф и Вајлдстајл срели, претпоставили су да су савезници Доктора и нападали су тројац. Главни ликови наставили су да се боре против Далека све док нису позвали Доктора да их спасе. Далечки тањир се такође појављује на нивоу заснованом на Метрополису у коме његов врх служи као позорница за борбу против Саурона и укључује Далеке међу различите непријатеље позване да нападну играча. Далек је такође међу елементима које је играч позвао да се избори са препрекама на нивоу приче Портал 2.
Далеци се такође појављују у игрици Доктор Ху: Ивица времена, игри виртуелне стварности за PlayStation VR, Oculus Rift, Oculus Quest, HTC Vive и Vive Cosmos која би требало да буде објављена у септембру 2019.
Далеци имају дозволу за костим у Жртвеном друштву.

### Политика
На конференцији Конзервативне странке 1966. у Блекпулу, изасланик Хју Дајкс је јавно упоредио министра одбране лабуристичке владе Дениса Хилија са створењима. „Господин Хили је Далек одбране који упире метални прст у оружане снаге и говори 'елиминисаћу вас'.
У парламентарној расправи британске владе у Доњем дому 12. фебруара 1968. тадашњи министар технологије Тони Бен је поменуо Далеке током одговора на питање посланика лабуриста Хјуа Џенкинса у вези са пројектом авиона Конкорд. У контексту опасности од соларних бакљи, рекао је: „Пошто истражујемо границе технологије, неки људи мисле да ће Конкорд избегавати соларне бакље као што Доктор Ху Далеке. Уопште није овако.“
Корејатељ аустралијске лабуристичке странке Роберт Реј описао је свог наследника фракције десног крила Лабуристичког јединства викторијанског сенатора Стивена Конроја и свог колегу из фракције социјалистичке левице Ким Кар као „фракцијске Далеке“ током ручка Аустралијског фабијанског друштва 2006. у Сиднеју.
Током расправе у Доњем дому 2021. о задржавању зубара у руралним областима Уједињеног Краљевства током пандемије КОВИД-а 19, глас посланика конзервативаца Скота Мана из Северног Корнвола док је био на видео линку постао је изобличен због квара на његовом микрофону. Заменик председавајућег Представничког дома Најџел Еванс прекинуо је свој пренос усред смејања других посланика, говорећи: „Скоте, звучиш као Далек и не мислим тако нељубазно. Очигледно постоји проблем у комуникацији.” Ман се касније вратио да се извини.
Далеци су коришћени у следећим  часописима за карикатурисање следећих особа: Даглас Херда као 'Даглека' у часопису Лични детектив, Дена Дајера − Пробни рад будућности, Тонија Бена, Џона Бирта, Тонија Блера (такође приказаног као Давроса), Алека Даглас-Хома, Шарла де Гола и Марка Томпсона.

### Насловнице часописа
Далеки су се појављивали на насловницама часописа који промовишу Доктора Хуа још од „Далекманије“ хира из 1960-их. Радио време је неколико пута приказивало Далеке на насловној страни, почевши од издања од 21. до 27. новембра 1964. које је промовисало Најезду Далека на Земљу. Други часописи су такође користили Далеке да привуку пажњу читалаца, међу којима и Женска илустрована ревија.
У априлу 2005. Радио време је направило посебну насловницу у знак сећања на повратак Далека на екран у „Далеку“ и на предстојеће опште изборе. Ова насловница је реконструисала сцену из Најезде Далека на Земљу у којој су виђени Далеци како прелазе Вестминстерски мост и Дом парламента у позадини. Текст на насловној страни је гласио „Гласајте за Далека!” На такмичењу 2008. чији је покровитељ било Удружење издавача периодичних издавања, ова насловница је проглашена за најбољу насловницу британског часописа свих времена. Године 2013. проглашена је за „Насловницу века“ од стране Удружења професионалних издавача. Општа изборна кампања у Уједињеном Краљевству 2010. такође је изазвала збирни комплет од три скоро исте насловнице Радио времена 17. априла са потпуно истим насловом, али са новоизрађеним Далецима у својим првенственим бојама који представљају три главне политичке странке, Црвени су лабуристи, плави конзервативци, а жути либералне демократе.

### Пародије
Далеци су били предмет многих пародија, међу којима скеч Спајка Милигана „Пакистански Далек“ у његовој хумористичној серији К и „Геј Далеци“ Виктора Луис-Смита. ББЦ је повремено користио Далеке да пародира друге теме: 2002. године ББЦ Worldwide је објавио Водич за преживљавање Далека, пародију на Приручник за преживљавање у најгорем случају. Комичар Еди Изард има проширену стенд-ап навику о Далецима која је била укључена у његов стенд-ап наступ из 1993. „Уживо код посланика“. Далеци су се два пута накратко појавили у пантомимској варијанти Аладина на Хиподрому у Бирмингему у којој је главну улогу играо Џон Бароумен, главни глумац серије Торчвуд. Робот који прича вицеве и поседује прасак налик Далеку и лабаво заснован на Далеку такође се појавио у епизоди Саут парка „Фанибот“ и чак је изговарао „истребити“. Далек се такође може видети у позадини у временским тачкама 1:13 и 1:17 у епизоди анимиране серије Сем и Макс „Невоље са Геријем“. У пародији Заједнице на Доктора Хуа званог Инспектор Спејстајм, они се помињу као Блоргонци.

## Маркетинг
ББЦ се обратио Волтеру Таквелу, предузетнику рођеном на Новом Зеланду који се бавио продајом производа за друге ББЦ серије, и замолио га да учини исто за Далеке и Доктора Хуа. Таквел је направио сјајан продајни проспект који је изазвао лудницу за Далецима који је штампа назвала „Далекманија“ која је достигла врхунац 1965.

### Играчке и модели
Прве Далек играчке су пуштене у продају 1965. године као део помаме „Далекманија”. У то су биле укључене батерије са погоном на трење и „Роликинс“ Далеке из „Луис Маркс и друштво” као и моделе из Шерила, „Херцови Пластични модели ДОО” и „Кован де Грут ДОО”, и „Бенди“ Далеке које је направио „Њуфелд ДОО”. На врхунцу популарности Далека, поред реплика играчака, постојале су Далек друштвене игре и сетови активности, дијапројектори за децу, па чак и Далек одела за игру направљена од ПВЦ-а. Сакупљачке карте, налепнице, играчке оружје, музички синглови, вреће за ударање и многи други предмети су такође произведени у овом раздобљу. Далек играчке објављене 1970-их укључивале су нову в<ријанту Далека на батерије „Луиса Маркса” (1974), „Далека који говори“ из „Пејлитоја” (1975) и Далек друштвене игре (1975) и Далек акциону фигуру (1977) Дениса Фишера. Од 1988. до 2002. Дапол је издао линију Далек играчака заједно са серијом акционих фигура Доктора Хуа.
Године 1984. „Модели Севанс” су објавили комплет модела за самостално склапање Далека од једне петине који је Доктор Ху историчар Дејвид Хау описао као „најтачнији модел Далека икада објављен“. „Минијатуре Комета” су 1990-их објавили два Далек комплета модела за самостално склапање.
Године 1992. „Бејли” је издао Доктор Ху флипер који је истакнуто представљао Далеке и као првенствену карактеристику игралишта и као моторизовану играчку у врху.
„Играчке плаве птице” је 1998. године произвео комплет за игру Доктор Ху на тему Далека.
Почевши од 2000. године, „Производ ентерпрајз” (који је касније радио под називима „Иконске реплике“ и „Сакупљачи 12“) производио је разне Далек играчке. То укључује Далек „Роликинс” од једног инча (2,5 цм) (на основу играчке „Луиса Маркса” из 1965.), Далеке од 17,8 цм који се гурају уздуж, Далек „Роламатикс” од 6,4 cm са механизмом за повлачење и отпуштање и даљински управљач Далек од 30,5 cm.
Године 2005. Могућности лика су добиле „Дозволу за велике играчке” за оживљену серију Доктор Ху, међу којима и за Далеке. Њихове линије производа су укључивале статичне, на гуркање и радио контролисане Далеке од 12,7 cm, радио контролисане верзије од 30,5 cm и радио контролисане 1:3 скале варијанти од 45,7 cm. 12-инчни даљински управљач Далек освојио је 2005. награду за најбољу електронску играчку године од Удружења продаваца играчака. Неке варијанте модела од 18 инча су укључивале полусамосталне и гласовне командне функције. Друштво је 2008. године стекло дозволу за производњу Далека од 12,7 цм различитих варијанти „класичне серије“. За пети оживљени серијал, оба „Ајронсајд” (Поствременски ратни Далек у маскирном какију), Дрон (нови, црвени) и, касније, Стратег Далеци (нови, плави) објављени су и као РЦ Инфрацрвени борбени Далеци и акционе фигурице.
Пар Далека заснованих на Легу је укључен у комплет Доктор Ху Лего замисли, а други се појавио у Лего размерама у забавном парку „Киберљуди”.

### Репродукције у природној величини
Љубитељи Далека већ дуги низ година граде репродукцију Далека у природној величини. ББЦ и „Заоставштина Терија Нејшна” званично не одобравају Далеке који су сами направили, али обично интервенишу само ако неко покуша комерцијално да тргује деловима Далека и Далецима без дозволе или ако се сматра да стварна или намеравана употреба може оштетити углед ББЦ-а или марку Доктор Ху/Далек. Друштво „Ова планета Земља“ са седиштем у Круу у Чеширу је једино предузеће коме су ББЦ и „Заоставштина Терија Нејшна” дозволили производњу реплика ТВ Далека у пуној величини, а „Каналу + Слици ВК ДОО” да производи Далек реплике у пуној величини комерцијално.